# Farmerville
Farmerville är administrativ huvudort i Union Parish i Louisiana. Vid 2010 års folkräkning hade Farmerville 3 860 invånare.